# Copano
Copano (Copane, Cobane, Coopane, Kopano), pleme Karankawan Indijanaca koje je u 18. stoljeću živjelo između zaljeva Copano i San Antonio na teksaškoj obali. O njima je malo poznato, osim toga da su se između 1751. i 1828. nalazili na misijama Nuestra Señora del Rosario i Nuestra Señora del Refugio. Njihovi ostaci koji su nadživjeli razdoblje misija priključili su se ostalim Karankawa plemenima, da bi do 1858. nestali iz povijesti.

## Vanjske poveznice
- Copane Indians